# Cástor (torpedero)
El Cástor fue un torpedero de botalón (también llamados de pértiga) de la Armada Española. Debe su nombre a Cástor, personaje de la mitología griega.

## Historial
La Armada Española decidió la adquisición del primer torpedero en 1877, que fue contratado con la empresa Forges et Chantiers de la Mediterranée en la localidad de La Seyne. La quilla del torpedero se colocó el 1 de noviembre de 1877, fue botado el 5 de abril de 1878 y entró en servicio poco después con el nombre de bote porta-torpedos Número 1, siendo renombrado Cástor el 27 de diciembre de 1883.
Su casco estaba realizado en acero y efectuó sus pruebas de mar el 14 de mayo de 1878. El coste fue de 95 000 pesetas. Adscrito desde un principio a la defensa de la isla de Menorca, y más concretamente de la base naval de Mahón. Fue incluido en la Escuadra del vicealmirante Antequera, que se concentró en Mahón durante la crisis de las Carolinas , realizando ejercicios de ataque nocturno y diurno contra unidades mayores en el puerto antes citado y en aguas de la bahía de Alcudia.
Fue dado de baja el 16 de mayo de 1900.